# 阿尔弗雷德·圣伊夫
阿尔弗雷德·圣伊夫（1855年5月7日—1933年10月8日）是一位法国植物学家，专攻羊茅属（学名：Festuca）植物。圣伊夫1875年毕业于巴黎综合理工学院，1917年获法國榮譽軍團勳章。